# Груповий етап Ліги Європи УЄФА 2013—2014
Матчі групового етапу Ліги Європи УЄФА 2013–2014 пройшли з 19 вересня по 12 грудня 2013 року.
Дві перші команди з групи вийшли до 1/16 фіналу.

## Учасники
У груповому етапі взяли участь 48 клубів: 29 команд, що пройшли через кваліфікацію, 7 команд, які автоматично потрапили до групового етапу та 9 команд, котрі програли в раунді плей-оф Ліги чемпіонів УЄФА (п'ять із чемпіонської і чотири з нечемпіонської кваліфікації). Також до групового етапу змагань потрапили ще три клуби:
- Маккабі (Тель-Авів) — 14 серпня 2013 року «Металіст» був відсторонений від єврокубків сезону 2013–2014 у зв'язку з попереднім договірним матчем.[1] УЄФА вирішив замінити «Металіст» в раунді плей-оф Ліги чемпіонів футбольним клубом ПАОК, який програв за сумою двох матчів «Металісту». Тому опонент ПАОКу в раунді плей-оф Ліги Європи, «Маккабі» (Тель-Авів), автоматично проходить до групового етапу.[2] «Металіст» подав два прохання до Арбітражного Суду Лозанни про тимчасове відновлення до прийняття остаточного рішення, але обидва прохання були відхилені.[3][4][5][6][7][8] 28 серпня 2013 року Арбітражний суд Лозанни залишив в силі заборону УЄФА.[9][10]
- Тромсе — 25 липня 2013 року стало відомо, турецький футбольний клуб Бешикташ було відсторонено від єврокубкових змагань УЄФА на сезон 2013–2014 за справою договірних матчів.[11][12] Клуб оскаржив рішення у Арбітражному Суді Лозанни. 18 липня того ж року суд постановив тимчасово зняти заборону на участь у єврокубках до остаточного прийняття рішення, що мало відбултися наприкінці серпня.[13] За результатами матчів кваліфікаційних раундів Бешикташ переміг та повинен був грати у груповому етапі. 30 серпня 2013 Арбітражний Суд Лозанни відновив заборону УЄФА на участь у Лізі Європи 2013–2014[14]. Також УЄФА вирішив, що у груповому етапі місце Бешикташу займе Тромсе, що програв йому у раунді плей-оф.[15]
- АПОЕЛ — 25 липня 2013 року стало відомо, турецький футбольний клуб Фенербахче було відсторонено від єврокубкових змагань УЄФА на сезон 2013–2014 за справою договірних матчів.[11][12] Клуб оскаржив рішення у Арбітражному Суді Лозанни. 18 липня того ж року суд постановив тимчасово зняти заборону на участь у єврокубках до остаточного прийняття рішення, що мало відбутися наприкінці серпня.[13][16][17] За результатами матчів Фенербахче програв у раунді плей-оф Ліги чемпіонів і таким чином мав брати участь у груповому етапі Ліги Європи. 30 серпня 2013 Арбітражний Суд Лозанни відновив заборону УЄФА на участь у Лізі Європи 2013–2014.[18][19] Під час жеребкування, яке проводилося в Монако, було обрано клуб, який замінить Фенербахче у груповому етапі. Його обрали серед команд, що вилетіли у раунді плей-оф Ліги Європи.[20] Ним став АПОЕЛ.[21]

## Жеребкування
Жеребкування відбулося в Монако 30 серпня 2013 року..
| Ключ до кольорових позначень                                                           |
| -------------------------------------------------------------------------------------- |
| Команди, що посіли 1-е та 2-е місця в групах, продовжили участь у плей-оф Ліги Європи. |

| Кошик 1             | Кошик 1 |
| Команда             | Коеф.   |
| ------------------- | ------- |
| Валенсія            | 102.605 |
| Олімпік (Ліон) ЛЧ   | 95.800  |
| Тоттенгем Готспур К | 69.592  |
| Динамо (Київ) К     | 68.951  |
| ПСВ ЛЧ              | 64.945  |
| Бордо               | 59.800  |
| Рубін К             | 58.266  |
| Севілья К           | 55.105  |
| Стандард            | 45.880  |
| Фіорентіна К        | 42.829  |
| Лаціо               | 41.829  |
| АЗ К                | 39.445  |

| Кошик 2       | Кошик 2 |
| Команда       | Коеф.   |
| ------------- | ------- |
| АПОЕЛ К       | 35.366  |
| ПАОК ЛЧ       | 28.800  |
| Ред Булл К    | 28.075  |
| Генк К        | 26.880  |
| Динамо ЛЧ     | 25.916  |
| Дніпро К      | 23.951  |
| Трабзонспор К | 21.400  |
| Анжі          | 20.266  |
| Реал Бетіс К  | 17.605  |
| Віган Атлетік | 16.592  |
| Суонсі Сіті К | 16.592  |
| Фрайбург      | 15.922  |

| Кошик 3                         | Кошик 3 |
| Команда                         | Коеф.   |
| ------------------------------- | ------- |
| Айнтрахт (Франкфурт-на-Майні) К | 15.922  |
| Віторія (Гімарайнш)             | 14.333  |
| Легія ЛЧ                        | 13.650  |
| Маккабі (Хайфа) К               | 13.575  |
| Рапід К                         | 13.075  |
| Пасуш-де-Феррейра ЛЧ            | 12.833  |
| Ештуріл-Прая К                  | 11.833  |
| Шериф К                         | 11.533  |
| Чорноморець К                   | 9.951   |
| Марибор ЛЧ                      | 9.941   |
| Кубань К                        | 9.266   |
| Ельфсборг К                     | 8.125   |

| Кошик 4               | Кошик 4 |
| Команда               | Коеф.   |
| --------------------- | ------- |
| Маккабі (Тель-Авів) К | 8.075   |
| Слован (Ліберець) К   | 7.745   |
| Тун К                 | 7.285   |
| Зюлте-Варегем К       | 6.880   |
| Аполлон К             | 6.366   |
| Тромсе К              | 6.335   |
| Санкт-Галлен К        | 5.785   |
| Есб'єрг К             | 5.140   |
| Рієка К               | 4.916   |
| Пандурій К            | 4.604   |
| Лудогорець ЛЧ         | 3.450   |
| Шахтар ЛЧ             | 2.941   |

Примітки
К Пройшли кваліфікацію.
ЛЧ Команди, що не пройшли кваліфікацію до Ліги чемпіонів.

## Групи
| Ключ до кольорових позначень                                                          |
| ------------------------------------------------------------------------------------- |
| Команди, що посіли 1-е та 2-е місця в групі, продовжили участь у плей-оф Ліги Європи. |

### Група A
| Команда      | І | В | Н | П | ЗМ | ПМ | РМ | О  |
| ------------ | - | - | - | - | -- | -- | -- | -- |
| Валенсія     | 6 | 4 | 1 | 1 | 12 | 7  | +5 | 13 |
| Суонсі Сіті  | 6 | 2 | 2 | 2 | 6  | 4  | +2 | 8  |
| Кубань       | 6 | 1 | 3 | 2 | 7  | 7  | 0  | 6  |
| Санкт-Галлен | 6 | 2 | 0 | 4 | 6  | 13 | −7 | 6  |

| 19 вересня 2013 20:00 EEST |

| Валенсія | 0 — 3           | Суонсі Сіті                     |
| -------- | --------------- | ------------------------------- |
|          | Протокол(англ.) | Боні 14' Мічу 58' де Гузман 62' |

| Месталья, Валенсія Глядачів: 32 305 Арбітр: Серж Гуменни (Бельгія) |

| 19 вересня 2013 20:00 EEST |

| Санкт-Галлен            | 2 — 0           | Кубань |
| ----------------------- | --------------- | ------ |
| Каранович 56' Матіс 76' | Протокол(англ.) |        |

| Кібунпарк, Санкт-Галлен Глядачів: 12 551 Арбітр: Павел Гіль (Польща) |

| 3 жовтня 2013 19:00 EEST |

| Кубань | 0 — 2           | Валенсія                |
| ------ | --------------- | ----------------------- |
|        | Протокол(англ.) | Алькасер 73' Фегулі 81' |

| Кубань, Краснодар Глядачів: 29 300 Арбітр: Маріо Страхоня (Хорватія) |

| 3 жовтня 2013 22:05 EEST |

| Суонсі Сіті  | 1 — 0           | Санкт-Галлен |
| ------------ | --------------- | ------------ |
| Раутледж 52' | Протокол(англ.) |              |

| Ліберті, Суонсі Глядачів: 15 397 Арбітр: Дуарте Гомеш (Португалія) |

| 24 жовтня 2013 22:05 EEST |

| Суонсі Сіті | 1 — 1           | Кубань             |
| ----------- | --------------- | ------------------ |
| Мічу 68'    | Протокол(англ.) | Сіссе 90+3' (пен.) |

| Ліберті, Суонсі Глядачів: 14 964 Арбітр: Крістінн Якобссон (Ісландія) |

| 24 жовтня 2013 22:05 EEST |

| Валенсія                                             | 5 — 1           | Санкт-Галлен |
| ---------------------------------------------------- | --------------- | ------------ |
| Алькасер 12' Картабіа 21', 30' Кошта 33' Каналес 71' | Протокол(англ.) | Натер 74'    |

| Месталья, Валенсія Глядачів: 26 645 Арбітр: Пол ван Букел (Нідерланди) |

| 7 листопада 2013 19:00 EEST |

| Кубань       | 1 — 1           | Суонсі Сіті |
| ------------ | --------------- | ----------- |
| Бальде 90+2' | Протокол(англ.) | Боні 9'     |

| Кубань, Краснодар Глядачів: 27 843 Арбітр: Роберт Шергенгофер (Австрія) |

| 7 листопада 2013 20:00 EEST |

| Санкт-Галлен            | 2 — 3           | Валенсія                    |
| ----------------------- | --------------- | --------------------------- |
| Бесле 37' Каранович 66' | Протокол(англ.) | П'ятті 30', 76' Каналес 86' |

| Кібунпарк, Санкт-Галлен Глядачів: 16 951 Арбітр: Олексій Кульбаков (Білорусь) |

| 28 листопада 2013 19:00 EEST |

| Кубань                                     | 4 — 0           | Санкт-Галлен |
| ------------------------------------------ | --------------- | ------------ |
| Мельгарехо 3', 71' Ігнатьєв 54' Каборе 90' | Протокол(англ.) |              |

| Кубань, Краснодар Глядачів: 19 032 Арбітр: Анастіссіос Какос (Греція) |

| 28 листопада 2013 22:05 EEST |

| Суонсі Сіті | 0 — 1           | Валенсія   |
| ----------- | --------------- | ---------- |
|             | Протокол(англ.) | Парехо 20' |

| Ліберті, Суонсі Глядачів: 17 896 Арбітр: Лука Банті (Італія) |

| 12 грудня 2013 20:00 EEST |

| Валенсія     | 1 — 1           | Кубань         |
| ------------ | --------------- | -------------- |
| Алькасер 67' | Протокол(англ.) | Мельгарехо 84' |

| Месталья, Валенсія Глядачів: 14 581 Арбітр: Мирослав Зелінка (Чехія) |

| 12 грудня 2013 20:00 EEST |

| Санкт-Галлен | 1 — 0           | Суонсі Сіті |
| ------------ | --------------- | ----------- |
| Матіс 80'    | Протокол(англ.) |             |

| Кібунпарк, Санкт-Галлен Глядачів: 15 298 Арбітр: Ліран Ліані (Ізраїль) |

### Група B
| Команда     | І | В | Н | П | ЗМ | ПМ | РМ | О  |
| ----------- | - | - | - | - | -- | -- | -- | -- |
| Лудогорець  | 6 | 5 | 1 | 0 | 11 | 2  | +9 | 16 |
| Чорноморець | 6 | 3 | 1 | 2 | 6  | 6  | 0  | 10 |
| ПСВ         | 6 | 2 | 1 | 3 | 4  | 5  | −1 | 7  |
| Динамо      | 6 | 0 | 1 | 5 | 3  | 11 | −8 | 1  |

| 19 вересня 2013 20:00 EEST |

| Динамо        | 1 — 2           | Чорноморець            |
| ------------- | --------------- | ---------------------- |
| Фернандес 43' | Протокол(англ.) | Антонов 62' Джедже 65' |

| Максимір, Загреб Глядачів: 12 522 Арбітр: Гюсейн Геджек (Туреччина) |

| 19 вересня 2013 20:00 EEST |

| ПСВ | 0 — 2           | Лудогорець              |
| --- | --------------- | ----------------------- |
|     | Протокол(англ.) | Безьяк 60' Місіджан 74' |

| Філіпс, Ейндговен Глядачів: 11 000 Арбітр: Іван Кружляк (Словаччина) |

| 3 жовтня 2013 22:05 EEST |

| Лудогорець                          | 3 — 0           | Динамо |
| ----------------------------------- | --------------- | ------ |
| Куіксада 12' Місіджан 34' Дяков 61' | Протокол(англ.) |        |

| Васил Левський, Софія Глядачів: 6 900 Арбітр: Стефан Штудер (Швейцарія) |

| 3 жовтня 2013 22:05 EEST |

| Чорноморець | 0 — 2           | ПСВ                    |
| ----------- | --------------- | ---------------------- |
|             | Протокол(англ.) | Депай 13' Йозефсон 88' |

| Чорноморець, Одеса Глядачів: 33 839 Арбітр: Ліран Ліані (Ізраїль) |

| 24 жовтня 2013 22:05 EEST |

| Чорноморець | 0 — 1           | Лудогорець      |
| ----------- | --------------- | --------------- |
|             | Протокол(англ.) | Златинський 45' |

| Чорноморець, Одеса Глядачів: 20 082 Арбітр: Александру Тудор (Румунія) |

| 24 жовтня 2013 22:05 EEST |

| Динамо | 0 — 0           | ПСВ |
| ------ | --------------- | --- |
|        | Протокол(англ.) |     |

| Максимір, Загреб Глядачів: 75 Арбітр: Павел Гіль (Польща) |

| 7 листопада 2013 20:00 EEST |

| Лудогорець   | 1 — 1           | Чорноморець |
| ------------ | --------------- | ----------- |
| Куіксада 47' | Протокол(англ.) | Гай 64'     |

| Васил Левський, Софія Глядачів: 6 113 Арбітр: Стефан Юганнесон (Швеція) |

| 7 листопада 2013 20:00 EEST |

| ПСВ                    | 2 — 0           | Динамо |
| ---------------------- | --------------- | ------ |
| Магер 29' Тойвонен 57' | Протокол(англ.) |        |

| Філіпс, Ейндговен Глядачів: 10 500 Арбітр: Крістіан Балай (Румунія) |

| 28 листопада 2013 22:05 EEST |

| Чорноморець               | 2 — 1           | Динамо      |
| ------------------------- | --------------- | ----------- |
| Антонов 78' Діденко 90+1' | Протокол(англ.) | Бечирай 20' |

| Чорноморець, Одеса Глядачів: 14 182 Арбітр: Фелікс Цваєр (Німеччина) |

| 28 листопада 2013 22:05 EEST |

| Лудогорець      | 2 — 0           | ПСВ |
| --------------- | --------------- | --- |
| Безьяк 38', 79' | Протокол(англ.) |     |

| Васил Левський, Софія Глядачів: 3 012 Арбітр: Нікола Ріццолі (Італія) |

| 12 грудня 2013 20:00 EEST |

| Динамо    | 1 — 2           | Лудогорець           |
| --------- | --------------- | -------------------- |
| Чоп 45+1' | Протокол(англ.) | Абало 28' Безьяк 72' |

| Максимір, Загреб Глядачів: 3 120 Арбітр: Владислав Безбородов (Росія) |

| 12 грудня 2013 20:00 EEST |

| ПСВ | 0 — 1           | Чорноморець    |
| --- | --------------- | -------------- |
|     | Протокол(англ.) | Джа Джедже 59' |

| Філіпс, Ейндговен Глядачів: 13 500 Арбітр: Нікола Ріццолі (Італія) |

### Група C
| Команда   | І | В | Н | П | ЗМ | ПМ | РМ  | О  |
| --------- | - | - | - | - | -- | -- | --- | -- |
| Ред Булл  | 6 | 6 | 0 | 0 | 15 | 3  | +12 | 18 |
| Есб'єрг   | 6 | 4 | 0 | 2 | 8  | 8  | 0   | 12 |
| Ельфсборг | 6 | 1 | 1 | 4 | 5  | 10 | −5  | 4  |
| Стандард  | 6 | 0 | 1 | 5 | 6  | 13 | −7  | 1  |

| 19 вересня 2013 20:00 EEST |

| Ред Булл                              | 4 — 0           | Ельфсборг |
| ------------------------------------- | --------------- | --------- |
| Алан 36' Соріано 44' (пен.), 69', 79' | Протокол(англ.) |           |

| Ред Булл Арена, Вальс-Зіценгайм Глядачів: 7 879 Арбітр: Леонтіос Тратту (Кіпр) |

| 19 вересня 2013 20:00 EEST |

| Стандард | 1 — 2           | Есб'єрг                     |
| -------- | --------------- | --------------------------- |
| Біа 74'  | Протокол(англ.) | ван Бюрен 63' Бакенґа 90+5' |

| Моріс Дюфрасн, Льєж Глядачів: 11 871 Арбітр: Гедимінас Мажейка (Литва) |

| 3 жовтня 2013 22:05 EEST |

| Есб'єрг  | 1 — 2           | Ред Булл     |
| -------- | --------------- | ------------ |
| Діуф 89' | Протокол(англ.) | Алан 6', 38' |

| Блю Вотер Арена, Есб'єрг Глядачів: 11 298 Арбітр: Жорже Соуза (Португалія) |

| 3 жовтня 2013 22:05 EEST |

| Ельфсборг   | 1 — 1           | Стандард |
| ----------- | --------------- | -------- |
| Классон 23' | Протокол(англ.) | Біа 62'  |

| Бурос Арена, Бурос Глядачів: 3 778 Арбітр: Тоні Шапрон (Франція) |

| 24 жовтня 2013 22:05 EEST |

| Ельфсборг  | 1 — 2           | Есб'єрг           |
| ---------- | --------------- | ----------------- |
| Єнссон 69' | Протокол(англ.) | Андреасен 7', 67' |

| Бурос Арена, Бурос Глядачів: 3 142 Арбітр: Майкл Олівер (Англія) |

| 24 жовтня 2013 22:05 EEST |

| Ред Булл                 | 2 — 1           | Стандард       |
| ------------------------ | --------------- | -------------- |
| Соріано 53' Ромальго 85' | Протокол(англ.) | Біа 88' (пен.) |

| Ред Булл Арена, Вальс-Зіценгайм Глядачів: 14 856 Арбітр: Іван Кружляк (Словаччина) |

| 7 листопада 2013 20:00 EEST |

| Есб'єрг        | 1 — 0           | Ельфсборг |
| -------------- | --------------- | --------- |
| Роден 71' (аг) | Протокол(англ.) |           |

| Блю Вотер Арена, Есб'єрг Глядачів: 10 049 Арбітр: Сергій Бойко (Україна) |

| 7 листопада 2013 20:00 EEST |

| Стандард  | 1 — 3           | Ред Булл                         |
| --------- | --------------- | -------------------------------- |
| Мпоку 55' | Протокол(англ.) | Швенто 42' Кампль 45+1' Алан 59' |

| Моріс Дюфрасн, Льєж Глядачів: 20 000 Арбітр: Олексій Ніколаєв (Росія) |

| 28 листопада 2013 22:05 EEST |

| Ельфсборг | 0 — 1           | Ред Булл      |
| --------- | --------------- | ------------- |
|           | Протокол(англ.) | Майлінгер 39' |

| Бурос Арена, Бурос Глядачів: 2 456 Арбітр: Крісто Тохвер (Естонія) |

| 28 листопада 2013 22:05 EEST |

| Есб'єрг            | 2 — 1           | Стандард       |
| ------------------ | --------------- | -------------- |
| ван Бюрен 18', 79' | Протокол(англ.) | де Камарго 53' |

| Ред Булл Арена, Вальс-Зіценгайм Глядачів: 9 184 Арбітр: Крістіан Балай (Румунія) |

| 12 грудня 2013 20:00 EEST |

| Ред Булл                 | 3 — 0           | Есб'єрг |
| ------------------------ | --------------- | ------- |
| Мане 19', 63' Кампль 58' | Протокол(англ.) |         |

| Ред Булл Арена, Вальс-Зіценгайм Глядачів: 6 890 Арбітр: Бюлент Йолдирим (Туреччина) |

| 12 грудня 2013 20:00 EEST |

| Стандард   | 1 — 3           | Ельфсборг                     |
| ---------- | --------------- | ----------------------------- |
| Мбомбо 31' | Протокол(англ.) | Нільссон 41', 46' Бекманн 52' |

| Моріс Дюфрасн, Льєж Глядачів: 6 466 Арбітр: Стівен Маклін (Шотландія) |

### Група D
| Команда       | І | В | Н | П | ЗМ | ПМ | РМ  | О  |
| ------------- | - | - | - | - | -- | -- | --- | -- |
| Рубін         | 6 | 4 | 2 | 0 | 14 | 4  | +10 | 14 |
| Марибор       | 6 | 2 | 1 | 3 | 9  | 12 | −3  | 7  |
| Зюлте-Варегем | 6 | 2 | 1 | 3 | 4  | 10 | −6  | 7  |
| Віган Атлетік | 6 | 1 | 2 | 3 | 6  | 7  | −1  | 5  |

| 19 вересня 2013 20:00 EEST |

| Зюлте-Варегем | 0 — 0           | Віган Атлетік |
| ------------- | --------------- | ------------- |
|               | Протокол(англ.) |               |

| Ян Брейдел, Брюгге Глядачів: 7 041 Арбітр: Марцін Борський (Польща) |

| 19 вересня 2013 20:00 EEST |

| Марибор             | 2 — 5           | Рубін                                                            |
| ------------------- | --------------- | ---------------------------------------------------------------- |
| Мілек 35' Файіч 73' | Протокол(англ.) | Караденіз 23' Маркано 27' Єременко 69' Рондон 90' Рязанцев 90+4' |

| Людські врт, Марибор Глядачів: 7 500 Арбітр: Пол ван Бекель (Нідерланди) |

| 3 жовтня 2013 19:00 EEST |

| Рубін                                               | 4 — 0           | Зюлте-Варегем |
| --------------------------------------------------- | --------------- | ------------- |
| Дуплус 60' (аг) Єременко 73' Рязанцев 81' Натхо 89' | Протокол(англ.) |               |

| Центральний стадіон, Казань Глядачів: 4 057 Арбітр: Крісто Тогвер (Естонія) |

| 3 жовтня 2013 22:05 EEST |

| Віган Атлетік               | 3 — 1           | Марибор     |
| --------------------------- | --------------- | ----------- |
| Пауел 22', 90+1' Вотсон 34' | Протокол(англ.) | Таварес 60' |

| Ді-Дабл-Ю, Віган Глядачів: 12 753 Арбітр: Александар Ставрев (Македонія) |

| 24 жовтня 2013 22:05 EEST |

| Віган Атлетік | 1 — 1           | Рубін         |
| ------------- | --------------- | ------------- |
| Пауел 40'     | Протокол(англ.) | Прудніков 15' |

| Ді-Дабл-Ю, Віган Глядачів: 14 723 Арбітр: Флоріан Маєр (Німеччина) |

| 24 жовтня 2013 22:05 EEST |

| Зюлте-Варегем | 1 — 3           | Марибор                         |
| ------------- | --------------- | ------------------------------- |
| Де Фаув 12'   | Протокол(англ.) | Чрніц 21' Мертель 34' Мезга 49' |

| Ян Брейдел, Брюгге Глядачів: 5 023 Арбітр: Стефан Штудер (Швейцарія) |

| 7 листопада 2013 19:00 EEST |

| Рубін       | 1 — 0           | Віган Атлетік |
| ----------- | --------------- | ------------- |
| Кузьмін 22' | Протокол(англ.) |               |

| Центральний стадіон, Казань Глядачів: 5 579 Арбітр: Гюсейн Геджек (Туреччина) |

| 7 листопада 2013 20:00 EEST |

| Марибор | 0 — 1           | Зюлте-Варегем   |
| ------- | --------------- | --------------- |
|         | Протокол(англ.) | Азар 29' (пен.) |

| Людські врт, Марибор Глядачів: 8 500 Арбітр: Лібор Коваржик (Чехія) |

| 28 листопада 2013 19:00 EEST |

| Рубін     | 1 — 1           | Марибор   |
| --------- | --------------- | --------- |
| Натхо 43' | Протокол(англ.) | Мезга 86' |

| Центральний стадіон, Казань Глядачів: 2 754 Арбітр: Іван Кружляк (Словаччина) |

| 28 листопада 2013 22:05 EEST |

| Віган Атлетік | 1 — 2           | Зюлте-Варегем        |
| ------------- | --------------- | -------------------- |
| Барнетт 7'    | Протокол(англ.) | Азар 37' Маланда 88' |

| Ді-Дабл-Ю, Віган Глядачів: 15 503 Арбітр: Рудді Буке (Франція) |

| 12 грудня 2013 20:00 EEST |

| Зюлте-Варегем | 0 — 2           | Рубін                       |
| ------------- | --------------- | --------------------------- |
|               | Протокол(англ.) | Натхо 79' (пен.) Рондон 85' |

| Ян Брейдел, Брюгге Глядачів: 6 083 Арбітр: Паоло Маццолені (Італія) |

| 12 грудня 2013 20:00 EEST |

| Марибор                 | 2 — 1           | Віган Атлетік    |
| ----------------------- | --------------- | ---------------- |
| Мезга 43' Філіпович 59' | Протокол(англ.) | Гомес 41' (пен.) |

| Людські врт, Марибор Глядачів: 9 035 Арбітр: Шимон Марциняк (Польща) |

### Група E
| Команда           | І | В | Н | П | ЗМ | ПМ | РМ | О  |
| ----------------- | - | - | - | - | -- | -- | -- | -- |
| Фіорентіна        | 6 | 5 | 1 | 0 | 12 | 3  | +9 | 16 |
| Дніпро            | 6 | 4 | 0 | 2 | 11 | 5  | +6 | 12 |
| Пасуш-де-Феррейра | 6 | 0 | 3 | 3 | 1  | 8  | −7 | 3  |
| Пандурій          | 6 | 0 | 2 | 4 | 3  | 11 | −8 | 2  |

| 19 вересня 2013 20:00 EEST |

| Фіорентіна                             | 3 — 0           | Пасуш-де-Феррейра |
| -------------------------------------- | --------------- | ----------------- |
| Родрігес 30' Рудер Матос 67' Россі 76' | Протокол(англ.) |                   |

| Артеміо Франкі, Флоренція Глядачів: 13 729 Арбітр: Кевін Блом (Нідерланди) |

| 19 вересня 2013 20:00 EEST |

| Пандурій | 0 — 1           | Дніпро     |
| -------- | --------------- | ---------- |
|          | Протокол(англ.) | Ротань 38' |

| Клуж Арена, Клуж-Напока Глядачів: 7 577 Арбітр: Саша Кевер (Швейцарія) |

| 3 жовтня 2013 22:05 EEST |

| Дніпро               | 1 — 2           | Фіорентіна                        |
| -------------------- | --------------- | --------------------------------- |
| Селезньов 57' (пен.) | Протокол(англ.) | Родрігес 53' (пен.) Амброзіні 73' |

| Дніпро-Арена, Дніпропетровськ Глядачів: 25 837 Арбітр: Шимон Марциняк (Польща) |

| 3 жовтня 2013 22:05 EEST |

| Пасуш-де-Феррейра | 1 — 1           | Пандурій      |
| ----------------- | --------------- | ------------- |
| Руі Мігель 49'    | Протокол(англ.) | Момчіловіч 5' |

| Афонсу Енрікеш, Гімарайш Глядачів: 1 314 Арбітр: Олексій Ніколаєв (Росія) |

| 24 жовтня 2013 22:05 EEST |

| Пасуш-де-Феррейра | 0 — 2           | Дніпро                    |
| ----------------- | --------------- | ------------------------- |
|                   | Протокол(англ.) | Ротань 83' Коноплянка 86' |

| Афонсу Енрікеш, Гімарайш Глядачів: 1 137 Арбітр: Тоні Шапрон (Франція) |

| 24 жовтня 2013 22:05 EEST |

| Фіорентіна                        | 3 — 0           | Пандурій |
| --------------------------------- | --------------- | -------- |
| Санчес 26' Матос 34' Куадрадо 69' | Протокол(англ.) |          |

| Артеміо Франкі, Флоренція Глядачів: 14 834 Арбітр: Мирослав Зелінка (Чехія) |

| 7 листопада 2013 20:00 EEST |

| Дніпро                       | 2 — 0           | Пасуш-де-Феррейра |
| ---------------------------- | --------------- | ----------------- |
| Насіменту 44' Коноплянка 66' | Протокол(англ.) |                   |

| Дніпро-Арена, Дніпропетровськ Глядачів: 14 039 Арбітр: Антті Мунукка (Фінляндія) |

| 7 листопада 2013 20:00 EEST |

| Пандурій    | 1 — 2           | Фіорентіна             |
| ----------- | --------------- | ---------------------- |
| Перейра 32' | Протокол(англ.) | Матос 86' Валеро 90+2' |

| Клуж Арена, Клуж-Напока Глядачів: 11 750 Арбітр: Анастасіос Сідіропулос (Греція) |

| 28 листопада 2013 22:05 EEST |

| Пасуш-де-Феррейра | 0 — 0           | Фіорентіна |
| ----------------- | --------------- | ---------- |
|                   | Протокол(англ.) |            |

| Афонсу Енрікеш, Гімарайш Глядачів: 1 347 Арбітр: Ейтан Шемулевіч (Ізраїль) |

| 28 листопада 2013 20:00 EEST |

| Дніпро                                         | 4 — 1           | Пандурій           |
| ---------------------------------------------- | --------------- | ------------------ |
| Калинич 12' Зозуля 56' Шахов 86' Кравченко 89' | Протокол(англ.) | Перейра 70' (пен.) |

| Дніпро-Арена, Дніпропетровськ Глядачів: 5 157 Арбітр: Леонтіос Тратту (Кіпр) |

| 12 грудня 2013 20:00 EEST |

| Фіорентіна              | 2 — 1           | Дніпро         |
| ----------------------- | --------------- | -------------- |
| Санчес 42' Куадрадо 77' | Протокол(англ.) | Коноплянка 13' |

| Артеміо Франкі, Флоренція Глядачів: 12 486 Арбітр: Артур Соареш Діаш (Португалія) |

| 12 грудня 2013 20:00 EEST |

| Пандурій | 0 — 0           | Пасуш-де-Феррейра |
| -------- | --------------- | ----------------- |
|          | Протокол(англ.) |                   |

| Клуж Арена, Клуж-Напока Глядачів: 1 213 Арбітр: Саймон Лі Еванс (Уельс) |

### Група F
| Команда     | І | В | Н | П | ЗМ | ПМ | РМ | О  |
| ----------- | - | - | - | - | -- | -- | -- | -- |
| Айнтрахт Ф  | 6 | 5 | 0 | 1 | 13 | 4  | +9 | 15 |
| Маккабі Т-А | 6 | 3 | 2 | 1 | 7  | 5  | +2 | 11 |
| АПОЕЛ       | 6 | 1 | 2 | 3 | 3  | 8  | −5 | 5  |
| Бордо       | 6 | 1 | 0 | 5 | 4  | 10 | −6 | 3  |

| 19 вересня 2013 20:00 EEST |

| Айнтрахт Ф                     | 3 — 0           | Бордо |
| ------------------------------ | --------------- | ----- |
| Кадлець 4' Русс 16' Д'якпа 52' | Протокол(англ.) |       |

| Коммерцбанк-Арена, Франкфурт-на-Майні Глядачів: 44 000 Арбітр: Андре Маррінер (Англія) |

| 19 вересня 2013 20:00 EEST |

| Маккабі Т-А | 0 — 0           | АПОЕЛ |
| ----------- | --------------- | ----- |
|             | Протокол(англ.) |       |

| Блумфілд, Тель-Авів Глядачів: 11 772 Арбітр: Карлос Клос Гомес (Іспанія) |

| 3 жовтня 2013 22:05 EEST |

| АПОЕЛ | 0 — 3           | Айнтрахт Ф                            |
| ----- | --------------- | ------------------------------------- |
|       | Протокол(англ.) | Александру 27' (аг) Лакіч 59' Юнг 66' |

| ГСП, Нікосія Глядачів: 13 729 Арбітр: Александру Тудор (Румунія) |

| 3 жовтня 2013 22:05 EEST |

| Бордо      | 1 — 2           | Маккабі Т-А          |
| ---------- | --------------- | -------------------- |
| Жуссіє 48' | Протокол(англ.) | Їтзгакі 71' Міха 80' |

| Стад Шабан-Дельма, Бордо Глядачів: 7 329 Арбітр: Міхалос Кукулакіс (Греція) |

| 24 жовтня 2013 22:05 EEST |

| Бордо               | 2 — 1           | АПОЕЛ         |
| ------------------- | --------------- | ------------- |
| Сане 24' Енріке 90' | Протокол(англ.) | Гонсалвеш 45' |

| Стад Шабан-Дельма, Бордо Глядачів: 10 404 Арбітр: Мартін Стрембергссон (Швеція) |

| 24 жовтня 2013 22:05 EEST |

| Айнтрахт Ф            | 2 — 0           | Маккабі Т-А |
| --------------------- | --------------- | ----------- |
| Кадлець 13' Майєр 53' | Протокол(англ.) |             |

| Коммерцбанк-Арена, Франкфурт-на-Майні Глядачів: 40 800 Арбітр: Антоніо Домато (Італія) |

| 7 листопада 2013 20:00 EEST |

| АПОЕЛ                     | 2 — 1           | Бордо      |
| ------------------------- | --------------- | ---------- |
| Александру 14' Мораїш 55' | Протокол(англ.) | Сане 45+2' |

| ГСП, Нікосія Глядачів: 11 853 Арбітр: Себастьян Делферейре (Бельгія) |

| 7 листопада 2013 20:00 EEST |

| Маккабі Т-А                              | 4 — 2           | Айнтрахт Ф                 |
| ---------------------------------------- | --------------- | -------------------------- |
| Захаві 14', 90+4' (пен.) Їджакі 30', 35' | Протокол(англ.) | Лакіч 63' Майєр 67' (пен.) |

| Блумфілд, Тель-Авів Глядачів: 13 232 Арбітр: Серж Гуменни (Бельгія) |

| 28 листопада 2013 22:05 EEST |

| Бордо | 0 — 1           | Айнтрахт Ф |
| ----- | --------------- | ---------- |
|       | Протокол(англ.) | Ланіг 83'  |

| Стад Шабан-Дельма, Бордо Глядачів: 19 013 Арбітр: Альберто Ундіано Мальєнко (Іспанія) |

| 28 листопада 2013 22:05 EEST |

| АПОЕЛ | 0 — 0           | Маккабі Т-А |
| ----- | --------------- | ----------- |
|       | Протокол(англ.) |             |

| ГСП, Нікосія Глядачів: 13 052 Арбітр: Іштван Вад (Угорщина) |

| 12 грудня 2013 20:00 EEST |

| Айнтрахт Ф           | 2 — 0           | АПОЕЛ |
| -------------------- | --------------- | ----- |
| Шрьок 68' Джакпа 77' | Протокол(англ.) |       |

| Коммерцбанк-Арена, Франкфурт-на-Майні Глядачів: 32 400 Арбітр: Стефан Штудер (Швейцарія) |

| 12 грудня 2013 20:00 EEST |

| Маккабі Т-А       | 1 — 0           | Бордо |
| ----------------- | --------------- | ----- |
| Захаві 74' (пен.) | Протокол(англ.) |       |

| Блумфілд, Тель-Авів Глядачів: 11 732 Арбітр: Сергій Бойко (Україна) |

### Група G
| Команда  | І | В | Н | П | ЗМ | ПМ | РМ | О  |
| -------- | - | - | - | - | -- | -- | -- | -- |
| Генк     | 6 | 4 | 2 | 0 | 10 | 5  | +5 | 14 |
| Динамо К | 6 | 3 | 1 | 2 | 11 | 7  | +4 | 10 |
| Рапід    | 6 | 1 | 3 | 2 | 8  | 10 | −2 | 6  |
| Тун      | 6 | 1 | 0 | 5 | 3  | 10 | −7 | 3  |

| 19 вересня 2013 22:05 EEST |

| Динамо К | 0 — 1           | Генк      |
| -------- | --------------- | --------- |
|          | Протокол(англ.) | Горью 62' |

| НСК «Олімпійський», Київ Глядачів: 30 345 Арбітр: Анастасіос Сідіропулос (Греція) |

| 19 вересня 2013 22:05 EEST |

| Тун            | 1 — 0           | Рапід |
| -------------- | --------------- | ----- |
| К. Шнойвлі 35' | Протокол(англ.) |       |

| Арена Тун, Тун Глядачів: 7 022 Арбітр: Тасос Какос (Греція) |

| 3 жовтня 2013 20:00 EEST |

| Рапід                          | 2 — 2           | Динамо К                     |
| ------------------------------ | --------------- | ---------------------------- |
| Бургшталлер 53' Тріммель 90+4' | Протокол(англ.) | Ярмоленко 30' Дібон 34' (аг) |

| Ернст-Гаппель, Відень Глядачів: 34 800 Арбітр: Майкл Дін (Англія) |

| 3 жовтня 2013 20:00 EEST |

| Генк                 | 2 — 1           | Тун            |
| -------------------- | --------------- | -------------- |
| Горью 55' Воссен 63' | Протокол(англ.) | Мартінес 90+3' |

| Крістал-Арена, Генк Глядачів: 11 559 Арбітр: Боббі Медден (Шотландія) |

| 24 жовтня 2013 20:00 EEST |

| Генк       | 1 — 1           | Рапід        |
| ---------- | --------------- | ------------ |
| Горіус 21' | Протокол(англ.) | Забітцер 82' |

| Крістал-Арена, Генк Глядачів: 14 142 Арбітр: Антоні Готьє (Франція) |

| 24 жовтня 2013 20:00 EEST |

| Динамо К                            | 3 — 0           | Тун |
| ----------------------------------- | --------------- | --- |
| Ярмоленко 35' Мбокані 60' Гусєв 78' | Протокол(англ.) |     |

| НСК «Олімпійський», Київ Глядачів: 26 042 Арбітр: Халіс Озкайя (Туреччина) |

| 7 листопада 2013 22:05 EEST |

| Рапід           | 2 — 2           | Генк                          |
| --------------- | --------------- | ----------------------------- |
| Бойд 40', 45+2' | Протокол(англ.) | Мбоджі 28' (пен.) Буффель 60' |

| Ернст-Гаппель, Відень Глядачів: 34 300 Арбітр: Фірат Айдиніз (Туреччина) |

| 7 листопада 2013 22:05 EEST |

| Тун | 0 — 2           | Динамо К                       |
| --- | --------------- | ------------------------------ |
|     | Протокол(англ.) | Шенкель 29' (аг) Ярмоленко 69' |

| Арена Тун, Тун Глядачів: 6 523 Арбітр: Клеман Тюрпен (Франція) |

| 28 листопада 2013 20:00 EEST |

| Генк                                         | 3 — 1           | Динамо К     |
| -------------------------------------------- | --------------- | ------------ |
| Воссен 17' (пен.) Кумордзі 37' Де Куеляр 40' | Протокол(англ.) | Ярмоленко 9' |

| Крістал-Арена, Генк Глядачів: 13 337 Арбітр: Дуарте Гомеш (Португалія) |

| 28 листопада 2013 20:00 EEST |

| Рапід                 | 2 — 1           | Тун       |
| --------------------- | --------------- | --------- |
| Бойд 17' Бошковіч 64' | Протокол(англ.) | Садік 62' |

| Ернст-Гаппель, Відень Глядачів: 34 300 Арбітр: Павел Гіл (Польща) |

| 12 грудня 2013 22:05 EEST |

| Динамо К                      | 3 — 1           | Рапід   |
| ----------------------------- | --------------- | ------- |
| Ленс 22' Гусєв 28' Велозу 70' | Протокол(англ.) | Бойд 6' |

| НСК «Олімпійський», Київ Глядачів: 18 752 Арбітр: Бйорн Кейперс (Нідерланди) |

| 12 грудня 2013 22:05 EEST |

| Тун | 0 — 1           | Генк       |
| --- | --------------- | ---------- |
|     | Протокол(англ.) | Воссен 31' |

| Арена Тун, Тун Глядачів: 5 185 Арбітр: Александру Тудор (Румунія) |

### Група H
| Команда      | І | В | Н | П | ЗМ | ПМ | РМ | О  |
| ------------ | - | - | - | - | -- | -- | -- | -- |
| Севілья      | 6 | 3 | 3 | 0 | 9  | 4  | +5 | 12 |
| Слован Л     | 6 | 2 | 3 | 1 | 9  | 8  | +1 | 9  |
| Фрайбург     | 6 | 1 | 3 | 2 | 5  | 8  | −3 | 6  |
| Ештуріл-Прая | 6 | 0 | 3 | 3 | 5  | 8  | −3 | 3  |

| 19 вересня 2013 22:05 EEST |

| Фрайбург                      | 2 — 2           | Слован Л                    |
| ----------------------------- | --------------- | --------------------------- |
| Шустер 23' (пен.) Мехмеді 35' | Протокол(англ.) | Калітвінцев 67' Рабушиц 74' |

| Баденова-Штадіон, Фрайбург Глядачів: 14 100 Арбітр: Крістіан Балай (Румунія) |

| 19 вересня 2013 22:05 EEST |

| Ештуріл-Прая     | 1 — 2           | Севілья               |
| ---------------- | --------------- | --------------------- |
| Бруно Мігель 61' | Протокол(англ.) | Перез 59' Гамейро 77' |

| Естадіо Антоніо Коімбра да Мота, Ештуріл Глядачів: 4 154 Арбітр: Алон Єфет (Ізраїль) |

| 3 жовтня 2013 20:00 EEST |

| Севілья                        | 2 — 0           | Фрайбург |
| ------------------------------ | --------------- | -------- |
| Перотті 63' (пен.) Бакка 90+1' | Протокол(англ.) |          |

| Рамон Санчес Піжуан Стадіум, Севілья Глядачів: 17 041 Арбітр: Владислав Безбородов (Росія) |

| 3 жовтня 2013 20:00 EEST |

| Слован Л            | 2 — 1           | Ештуріл-Прая |
| ------------------- | --------------- | ------------ |
| Шурал 15' Ковач 62' | Протокол(англ.) | Леал 45'     |

| Ю Нісі, Ліберець Глядачів: 7 500 Арбітр: Кенн Гансен (Данія) |

| 24 жовтня 2013 20:00 EEST |

| Слован Л    | 1 — 1           | Севілья    |
| ----------- | --------------- | ---------- |
| Рабушич 20' | Протокол(англ.) | Вітоло 88' |

| Ю Нісі, Ліберець Глядачів: 7 700 Арбітр: Майк Дін (Англія) |

| 24 жовтня 2013 20:00 EEST |

| Фрайбург   | 1 — 1           | Ештуріл-Прая |
| ---------- | --------------- | ------------ |
| Даріда 11' | Протокол(англ.) | Себа 53'     |

| Баденова-Штадіон, Фрайбург Глядачів: 14 500 Арбітр: Станіслав Тодоров (Болгарія) |

| 7 листопада 2013 22:05 EEST |

| Севілья     | 1 — 1           | Слован Л    |
| ----------- | --------------- | ----------- |
| Перотті 29' | Протокол(англ.) | Павелка 71' |

| Рамон Санчес Піжуан Стадіум, Севілья Глядачів: 15 178 Арбітр: Шимон Марциняк (Польща) |

| 7 листопада 2013 22:05 EEST |

| Ештуріл-Прая | 0 — 0           | Фрайбург |
| ------------ | --------------- | -------- |
|              | Протокол(англ.) |          |

| Естадіо Антоніо Коімбра да Мота, Ештуріл Глядачів: 2 014 Арбітр: Марцин Борскі (Польща) |

| 28 листопада 2013 20:00 EEST |

| Слован Л    | 1 — 2           | Фрайбург               |
| ----------- | --------------- | ---------------------- |
| Рибалка 81' | Протокол(англ.) | Гінтер 23' Кокелен 73' |

| Ю Нісі, Ліберець Глядачів: 8 800 Арбітр: Мартін Ганссон (Швеція) |

| 28 листопада 2013 20:00 EEST |

| Севілья    | 1 — 1           | Ештуріл-Прая  |
| ---------- | --------------- | ------------- |
| Гамейро 7' | Протокол(англ.) | Фернандес 90' |

| Рамон Санчес Піжуан Стадіум, Севілья Глядачів: 12 557 Арбітр: Анастасіос Сідіропулос (Греція) |

| 12 грудня 2013 22:05 EEST |

| Фрайбург | 0 — 2           | Севілья                  |
| -------- | --------------- | ------------------------ |
|          | Протокол(англ.) | Іборра 40' Русеску 90+4' |

| Баденова-Штадіон, Фрайбург Глядачів: 15 700 Арбітр: Тоні Шапрон (Франція) |

| 12 грудня 2013 22:05 EEST |

| Ештуріл-Прая | 1 — 2           | Слован Л              |
| ------------ | --------------- | --------------------- |
| Себа 82'     | Протокол(англ.) | Шурал 18' Рабушич 70' |

| Естадіо Антоніо Коімбра да Мота, Ештуріл Глядачів: 1 274 Арбітр: Халіс Озкайя (Туреччина) |

### Група I
| Команда    | І | В | Н | П | ЗМ | ПМ | РМ | О  |
| ---------- | - | - | - | - | -- | -- | -- | -- |
| Олімпік Л  | 6 | 3 | 3 | 0 | 6  | 3  | +3 | 12 |
| Реал Бетіс | 6 | 2 | 3 | 1 | 3  | 2  | +1 | 9  |
| Віторія Г  | 6 | 1 | 2 | 3 | 6  | 5  | +1 | 5  |
| Рієка      | 6 | 0 | 4 | 2 | 2  | 7  | −5 | 4  |

| 19 вересня 2013 22:05 EEST |

| Реал Бетіс | 0 — 0           | Олімпік Л |
| ---------- | --------------- | --------- |
|            | Протокол(англ.) |           |

| Естадіо Беніто Вільямарін, Севілья Глядачів: 22 404 Арбітр: Стефан Йоганнессон (Швеція) |

| 19 вересня 2013 22:05 EEST |

| Віторія Г                                    | 4 — 0           | Рієка |
| -------------------------------------------- | --------------- | ----- |
| Ба 36' Планґе 48' Маазу 68' (пен.) Андре 81' | Протокол(англ.) |       |

| Афонсу Енрікеш, Гімарайш Глядачів: 9 794 Арбітр: Олексій Кульбаков (Білорусь) |

| 3 жовтня 2013 20:00 EEST |

| Рієка     | 1 — 1           | Реал Бетіс  |
| --------- | --------------- | ----------- |
| Бенко 10' | Протокол(англ.) | Мабваті 14' |

| Кантріда, Рієка Глядачів: 7 313 Арбітр: Сергій Бойко (Україна) |

| 3 жовтня 2013 20:00 EEST |

| Олімпік Л   | 1 — 1           | Віторія Г |
| ----------- | --------------- | --------- |
| Гоналон 53' | Протокол(англ.) | Маазу 39' |

| Жерлан, Ліон Глядачів: 30 061 Арбітр: Флоріан Маєр (Німеччина) |

| 24 жовтня 2013 20:00 EEST |

| Олімпік Л  | 1 — 0           | Рієка |
| ---------- | --------------- | ----- |
| Греньє 65' | Протокол(англ.) |       |

| Жерлан, Ліон Глядачів: 30 461 Арбітр: Артур Соарес Діаш (Португалія) |

| 24 жовтня 2013 20:00 EEST |

| Реал Бетіс  | 1 — 0           | Віторія Г |
| ----------- | --------------- | --------- |
| Вадільо 50' | Протокол(англ.) |           |

| Естадіо Беніто Вільямарін, Севілья Глядачів: 17 100 Арбітр: Міхалос Кукулакіс (Греція) |

| 7 листопада 2013 22:05 EEST |

| Рієка        | 1 — 1           | Олімпік Л |
| ------------ | --------------- | --------- |
| Крамаріч 21' | Протокол(англ.) | Плеа 14'  |

| Кантріда, Рієка Глядачів: 7 300 Арбітр: Алон Єфет (Ізраїль) |

| 7 листопада 2013 22:05 EEST |

| Віторія Г | 0 — 1           | Реал Бетіс |
| --------- | --------------- | ---------- |
|           | Протокол(англ.) | Чулі 90+4' |

| Афонсу Енрікеш, Гімарайш Глядачів: 22 602 Арбітр: Паоло Маццолені (Італія) |

| 28 листопада 2013 20:00 EEST |

| Олімпік Л | 1 — 0           | Реал Бетіс |
| --------- | --------------- | ---------- |
| Гоміс 66' | Протокол(англ.) |            |

| Жерлан, Ліон Глядачів: 24 112 Арбітр: Андре Маррінер (Англія) |

| 28 листопада 2013 20:00 EEST |

| Рієка | 0 — 0           | Віторія Г |
| ----- | --------------- | --------- |
|       | Протокол(англ.) |           |

| Кантріда, Рієка Глядачів: 7 138 Арбітр: Крістінн Якобссон (Ісландія) |

| 12 грудня 2013 22:05 EEST |

| Реал Бетіс | 0 — 0           | Рієка |
| ---------- | --------------- | ----- |
|            | Протокол(англ.) |       |

| Естадіо Беніто Вільямарін, Севілья Глядачів: 14 556 Арбітр: Денні Маккелі (Нідерланди) |

| 12 грудня 2013 22:05 EEST |

| Віторія Г  | 1 — 2           | Олімпік Л                  |
| ---------- | --------------- | -------------------------- |
| Томане 11' | Протокол(англ.) | Гоміс 62' (пен.) Феррі 65' |

| Афонсу Енрікеш, Гімарайш Глядачів: 5 845 Арбітр: Матей Юг (Словенія) |

### Група J
| Команда     | І | В | Н | П | ЗМ | ПМ | РМ | О  |
| ----------- | - | - | - | - | -- | -- | -- | -- |
| Трабзонспор | 6 | 4 | 2 | 0 | 13 | 6  | +7 | 14 |
| Лаціо       | 6 | 3 | 3 | 0 | 8  | 4  | +4 | 12 |
| Аполлон     | 6 | 1 | 1 | 4 | 5  | 10 | −5 | 4  |
| Легія       | 6 | 1 | 0 | 5 | 2  | 8  | −6 | 3  |

| 19 вересня 2013 22:05 EEST |

| Аполлон           | 1 — 2           | Трабзонспор            |
| ----------------- | --------------- | ---------------------- |
| Санґой 18' (пен.) | Протокол(англ.) | Малуда 19' Ердоган 86' |

| ГСП, Нікосія Глядачів: 10 204 Арбітр: Антоніо Матео Лаос (Іспанія) |

| 19 вересня 2013 22:05 EEST |

| Лаціо       | 1 — 0           | Легія |
| ----------- | --------------- | ----- |
| Ернанес 81' | Протокол(англ.) |       |

| Олімпійський стадіон, Рим Глядачів: 11 769 Арбітр: Крістінн Якобссон (Ісландія) |

| 3 жовтня 2013 20:00 EEST |

| Легія | 0 — 1           | Аполлон    |
| ----- | --------------- | ---------- |
|       | Протокол(англ.) | Санґой 56' |

| Стадіон Війська Польського, Варшава Глядачів: 100 Арбітр: Мартін Аткінсон (Англія) |

| 3 жовтня 2013 20:00 EEST |

| Трабзонспор                            | 3 — 3           | Лаціо                       |
| -------------------------------------- | --------------- | --------------------------- |
| Ердоган 12' Мєжеєвський 22' Фільго 35' | Протокол(англ.) | Оназі 29' Флоккарі 84', 85' |

| Гюсейн Авні Акер Стадіум, Трабзон Глядачів: 13 002 Арбітр: Мартін Ганссон (Швеція) |

| 24 жовтня 2013 20:00 EEST |

| Трабзонспор      | 2 — 0           | Легія |
| ---------------- | --------------- | ----- |
| Янко 7' Адін 83' | Протокол(англ.) |       |

| Гюсейн Авні Акер Стадіум, Трабзон Глядачів: 12 871 Арбітр: Владислав Безбородов (Росія) |

| 24 жовтня 2013 20:00 EEST |

| Аполлон | 0 — 0           | Лаціо |
| ------- | --------------- | ----- |
|         | Протокол(англ.) |       |

| ГСП, Нікосія Глядачів: 8 943 Арбітр: Жорже Соуза (Португалія) |

| 7 листопада 2013 22:05 EEST |

| Легія | 0 — 2           | Трабзонспор              |
| ----- | --------------- | ------------------------ |
|       | Протокол(англ.) | Жуніор 71' (аг) Адін 79' |

| Стадіон Війська Польського, Варшава Глядачів: 14 088 Арбітр: Рудді Буке (Франція) |

| 7 листопада 2013 22:05 EEST |

| Лаціо             | 2 — 1           | Аполлон     |
| ----------------- | --------------- | ----------- |
| Флоккарі 14', 37' | Протокол(англ.) | Папуліс 39' |

| Олімпійський стадіон, Рим Глядачів: 6 498 Арбітр: Боббі Медден (Шотландія) |

| 28 листопада 2013 20:00 EEST |

| Трабзонспор                    | 4 — 2           | Аполлон                       |
| ------------------------------ | --------------- | ----------------------------- |
| Адін 23', 61', 83' Айдогду 25' | Протокол(англ.) | Абрахам 68' Сангой 80' (пен.) |

| Гюсейн Авні Акер Стадіум, Трабзон Глядачів: 11 151 Арбітр: Мануель Грефе (Німеччина) |

| 28 листопада 2013 20:00 EEST |

| Легія | 0 — 2           | Лаціо                         |
| ----- | --------------- | ----------------------------- |
|       | Протокол(англ.) | Переа 24' Феліпе Андерсон 57' |

| Стадіон Війська Польського, Варшава Глядачів: 12 000 Арбітр: Кевін Блом (Нідерланди) |

| 12 грудня 2013 22:05 EEST |

| Аполлон | 0 — 2           | Легія                     |
| ------- | --------------- | ------------------------- |
|         | Протокол(англ.) | Йодловець 8' Бжиський 63' |

| ГСП, Нікосія Глядачів: 1 681 Арбітр: Роберт Шергенхофер (Австрія) |

| 12 грудня 2013 22:05 EEST |

| Лаціо | 0 — 0           | Трабзонспор |
| ----- | --------------- | ----------- |
|       | Протокол(англ.) |             |

| Олімпійський стадіон, Рим Глядачів: 7 732 Арбітр: Клеман Тюрпен (Франція) |

### Група K
| Команда           | І | В | Н | П | ЗМ | ПМ | РМ  | О  |
| ----------------- | - | - | - | - | -- | -- | --- | -- |
| Тоттенгем Готспур | 6 | 6 | 0 | 0 | 15 | 2  | +13 | 18 |
| Анжі              | 6 | 2 | 2 | 2 | 4  | 7  | −3  | 8  |
| Шериф             | 6 | 1 | 3 | 2 | 5  | 6  | −1  | 6  |
| Тромсе            | 6 | 0 | 1 | 5 | 1  | 10 | −9  | 1  |

| 19 вересня 2013 22:05 EEST |

| Шериф | 0 — 0           | Анжі |
| ----- | --------------- | ---- |
|       | Протокол(англ.) |      |

| Шериф, Тирасполь Глядачів: 8 882 Арбітр: Алан Келлі (Ірландія) |

| 19 вересня 2013 22:05 EEST |

| Тоттенгем Готспур         | 3 — 0           | Тромсе |
| ------------------------- | --------------- | ------ |
| Дефо 21', 29' Еріксен 86' | Протокол(англ.) |        |

| Вайт Гарт Лейн, Лондон Глядачів: 26 581 Арбітр: Лібор Коваржик (Чехія) |

| 3 жовтня 2013 19:00 EEST |

| Анжі | 0 — 2           | Тоттенгем Готспур  |
| ---- | --------------- | ------------------ |
|      | Протокол(англ.) | Дефо 34' Чадлі 39' |

| Сатурн, Раменське Глядачів: 5 662 Арбітр: Бюлент Йолдирим (Туреччина) |

| 3 жовтня 2013 20:00 EEST |

| Тромсе       | 1 — 1           | Шериф      |
| ------------ | --------------- | ---------- |
| Ондрашек 65' | Протокол(англ.) | Мендес 87' |

| Алфгейм, Тромсе Глядачів: 3 710 Арбітр: Саймон Лі Еванс (Уельс) |

| 24 жовтня 2013 19:00 EEST |

| Анжі           | 1 — 0           | Тромсе |
| -------------- | --------------- | ------ |
| Бурмістров 19' | Протокол(англ.) |        |

| Сатурн, Раменське Глядачів: 2 797 Арбітр: Гедимінас Мажейка (Литва) |

| 24 жовтня 2013 20:00 EEST |

| Шериф | 0 — 2           | Тоттенгем Готспур      |
| ----- | --------------- | ---------------------- |
|       | Протокол(англ.) | Вертонген 12' Дефо 75' |

| Шериф, Тирасполь Глядачів: 11 725 Арбітр: Ліран Ліані (Ізраїль) |

| 7 листопада 2013 22:05 EEST |

| Тромсе | 0 — 1           | Анжі          |
| ------ | --------------- | ------------- |
|        | Протокол(англ.) | Мкртчян 90+4' |

| Алфгейм, Тромсе Глядачів: 3 673 Арбітр: Денні Маккелі (Нідерланди) |

| 7 листопада 2013 22:05 EEST |

| Тоттенгем Готспур          | 2 — 1           | Шериф   |
| -------------------------- | --------------- | ------- |
| Ламела 60' Дефо 67' (пен.) | Протокол(англ.) | Іса 72' |

| Вайт Гарт Лейн, Лондон Глядачів: 32 225 Арбітр: Кенн Гансен (Данія) |

| 28 листопада 2013 19:00 EEST |

| Анжі        | 1 — 1           | Шериф   |
| ----------- | --------------- | ------- |
| Єпуряну 58' | Протокол(англ.) | Іса 53' |

| Сатурн, Раменське Глядачів: 2 760 Арбітр: Лібор Коваржик (Чехія) |

| 28 листопада 2013 20:00 EEST |

| Тромсе | 0 — 2           | Тоттенгем Готспур             |
| ------ | --------------- | ----------------------------- |
|        | Протокол(англ.) | Чаушевіч 63' (аг) Дембеле 76' |

| Алфгейм, Тромсе Глядачів: 5 868 Арбітр: Євген Арановський (Україна) |

| 12 грудня 2013 22:05 EEST |

| Шериф           | 2 — 0           | Тромсе |
| --------------- | --------------- | ------ |
| Каду 4' Іса 36' | Протокол(англ.) |        |

| Шериф, Тирасполь Глядачів: 1 211 Арбітр: Себастьян Делферейре (Бельгія) |

| 12 грудня 2013 22:05 EEST |

| Тоттенгем Готспур                       | 4 — 1           | Анжі        |
| --------------------------------------- | --------------- | ----------- |
| Сольдадо 7', 16', 70' (пен.) Голтбі 54' | Протокол(англ.) | Евертон 44' |

| Вайт Гарт Лейн, Лондон Глядачів: 23 101 Арбітр: Стефан Йоганнесон (Швеція) |

### Група L
| Команда   | І | В | Н | П | ЗМ | ПМ | РМ | О  |
| --------- | - | - | - | - | -- | -- | -- | -- |
| АЗ        | 6 | 3 | 3 | 0 | 8  | 4  | +4 | 12 |
| ПАОК      | 6 | 3 | 3 | 0 | 10 | 6  | +4 | 12 |
| Маккабі Х | 6 | 1 | 2 | 3 | 6  | 9  | −3 | 5  |
| Шахтар    | 6 | 0 | 2 | 4 | 5  | 10 | −5 | 2  |

| 19 вересня 2013 22:05 EEST |

| ПАОК                        | 2 — 1           | Шахтар            |
| --------------------------- | --------------- | ----------------- |
| Атанасіадіс 75' Вукич 90+2' | Протокол(англ.) | Каньяс 50' (пен.) |

| Тумба, Салоніки Глядачів: 255 Арбітр: Фреді Фотрель (Франція) |

| 19 вересня 2013 22:05 EEST |

| Маккабі Х | 0 — 1           | АЗ              |
| --------- | --------------- | --------------- |
|           | Протокол(англ.) | Гудмундссон 70' |

| Кір'ят Еліезєр, Хайфа Глядачів: 10 000 Арбітр: Роберт Шергенхофер (Австрія) |

| 3 жовтня 2013 19:00 EEST |

| Шахтар                       | 2 — 2           | Маккабі Х               |
| ---------------------------- | --------------- | ----------------------- |
| Фінонченко 65' Тарасов 90+2' | Протокол(англ.) | Езра 87' Турґеман 90+2' |

| Астана Арена, Астана Глядачів: 19 100 Арбітр: Іштван Вад (Угорщина) |

| 3 жовтня 2013 20:00 EEST |

| АЗ            | 1 — 1           | ПАОК              |
| ------------- | --------------- | ----------------- |
| Ґоувелеув 82' | Протокол(англ.) | Салпінгідіс 90+3' |

| АФАС, Алкмар Глядачів: 10 761 Арбітр: Лука Банті (Італія) |

| 24 жовтня 2013 19:00 EEST |

| Шахтар         | 1 — 1           | АЗ              |
| -------------- | --------------- | --------------- |
| Фінонченко 11' | Протокол(англ.) | Гудмундссон 26' |

| Астана Арена, Астана Глядачів: 10 500 Арбітр: Євген Арановський (Україна) |

| 24 жовтня 2013 20:00 EEST |

| ПАОК                                | 3 — 2           | Маккабі Х             |
| ----------------------------------- | --------------- | --------------------- |
| Вітор 35' Нініс 39' Салпінгідіс 67' | Протокол(англ.) | Ндлову 13' Голаса 21' |

| Тумба, Салоніки Глядачів: 14 211 Арбітр: Фернандо Тейшейра Вітьєнес (Іспанія) |

| 7 листопада 2013 22:05 EEST |

| АЗ        | 1 — 0           | Шахтар |
| --------- | --------------- | ------ |
| Ортіс 55' | Протокол(англ.) |        |

| АФАС, Алкмар Глядачів: 9 778 Арбітр: Мартін Ганссон (Швеція) |

| 7 листопада 2013 22:05 EEST |

| Маккабі Х | 0 — 0           | ПАОК |
| --------- | --------------- | ---- |
|           | Протокол(англ.) |      |

| Кір'ят Еліезєр, Хайфа Глядачів: 10 000 Арбітр: Фелікс Цваєр (Німеччина) |

| 28 листопада 2013 18:00 EEST |

| Шахтар | 0 — 2           | ПАОК                        |
| ------ | --------------- | --------------------------- |
|        | Протокол(англ.) | Джідіч 54' (аг) Кіціу 90+2' |

| Астана Арена, Астана Глядачів: 7 556 Арбітр: Серж Гуменни (Бельгія) |

| 28 листопада 2013 20:00 EEST |

| АЗ                           | 2 — 0           | Маккабі Х |
| ---------------------------- | --------------- | --------- |
| Гудель 37' Гудмундссон 90+5' | Протокол(англ.) |           |

| АФАС, Алкмар Глядачів: 11 211 Арбітр: Олексій Кульбаков (Білорусь) |

| 12 грудня 2013 22:05 EEST |

| ПАОК                           | 2 — 2           | АЗ                        |
| ------------------------------ | --------------- | ------------------------- |
| Лукас 37' (пен.) Позоглу 90+4' | Протокол(англ.) | Лам 31' Гортер 71' (пен.) |

| Тумба, Салоніки Глядачів: 11 211 Арбітр: Майкл Олівер (Англія) |

| 12 грудня 2013 22:05 EEST |

| Маккабі Х                | 2 — 1           | Шахтар            |
| ------------------------ | --------------- | ----------------- |
| Гозлан 72' Абухаціра 80' | Протокол(англ.) | Каньяс 44' (пен.) |

| Кір'ят Еліезєр, Хайфа Глядачів: 2 100 Арбітр: Гедимінас Мажейка (Литва) |